# 郎位十
后髮座7，又名BD+24 2443，HD 106714、SAO 82211、HR 4667，是后髮座的一颗恒星，视星等为4.95，位于銀經232.9，銀緯81.47，其B1900.0坐标为赤經12h 11m 17s，赤緯+24° 81.47′ 5″。